# Saint-Georges-d’Espéranche
Saint-Georges-d’Espéranche ist eine französische Gemeinde mit 3500 Einwohnern (Stand: 1. Januar 2022) im Département Isère in der Region Auvergne-Rhône-Alpes; sie gehört zum Arrondissement Vienne und zum Kanton La Verpillière. Die Bewohner werden Saint-Georgeois und Saint-Georgeoises genannt.
Die Gemeinde erhielt 2022 die Auszeichnung „Zwei Blumen“, die vom Conseil national des villes et villages fleuris (CNVVF) im Rahmen des jährlichen Wettbewerbs der blumengeschmückten Städte und Dörfer verliehen wird.

## Geografie
Saint-Georges-d’Espéranche liegt südöstlich von Lyon. Umgeben wird Saint-Georges-d’Espéranche von den Nachbargemeinden Valencin im Norden und Nordwesten, Diémoz im Norden und Nordosten, Bonnefamille im Nordosten, Roche im Osten, Charantonnay im Südosten, Beauvoir-de-Marc und Savas-Mépin im Süden, Moidieu-Détourbe Südwesten sowie Oytier-Saint-Oblas im Westen. 
Durch die Gemeinde führt die frühere Route nationale 518.

## Bevölkerungsentwicklung
| Jahr                       | 1962 | 1968 | 1975 | 1982 | 1990 | 1999 | 2006 | 2017 |
| -------------------------- | ---- | ---- | ---- | ---- | ---- | ---- | ---- | ---- |
| Einwohner                  | 1369 | 1411 | 1589 | 1981 | 2221 | 2840 | 2976 | 3354 |
| Quellen: Cassini und INSEE |      |      |      |      |      |      |      |      |

## Sehenswürdigkeiten
- Kirche Saint-Georges
- Ruinen des Schlosses von Saint-Georges-d’Espéranche
- Gotische Backsteinfassade des Hauses Rue de la Serve du Pont 8 aus dem 13. Jahrhundert, Nordfassade im 19. Jahrhundert fast völlig neu gebaut, Fassaden des 13. Jahrhunderts seit 1994 als Monument historique eingeschrieben
- Scheune Le Guillolet, seit 1993 als Monument historique eingeschrieben